# Liste der Baudenkmäler in Inning am Ammersee

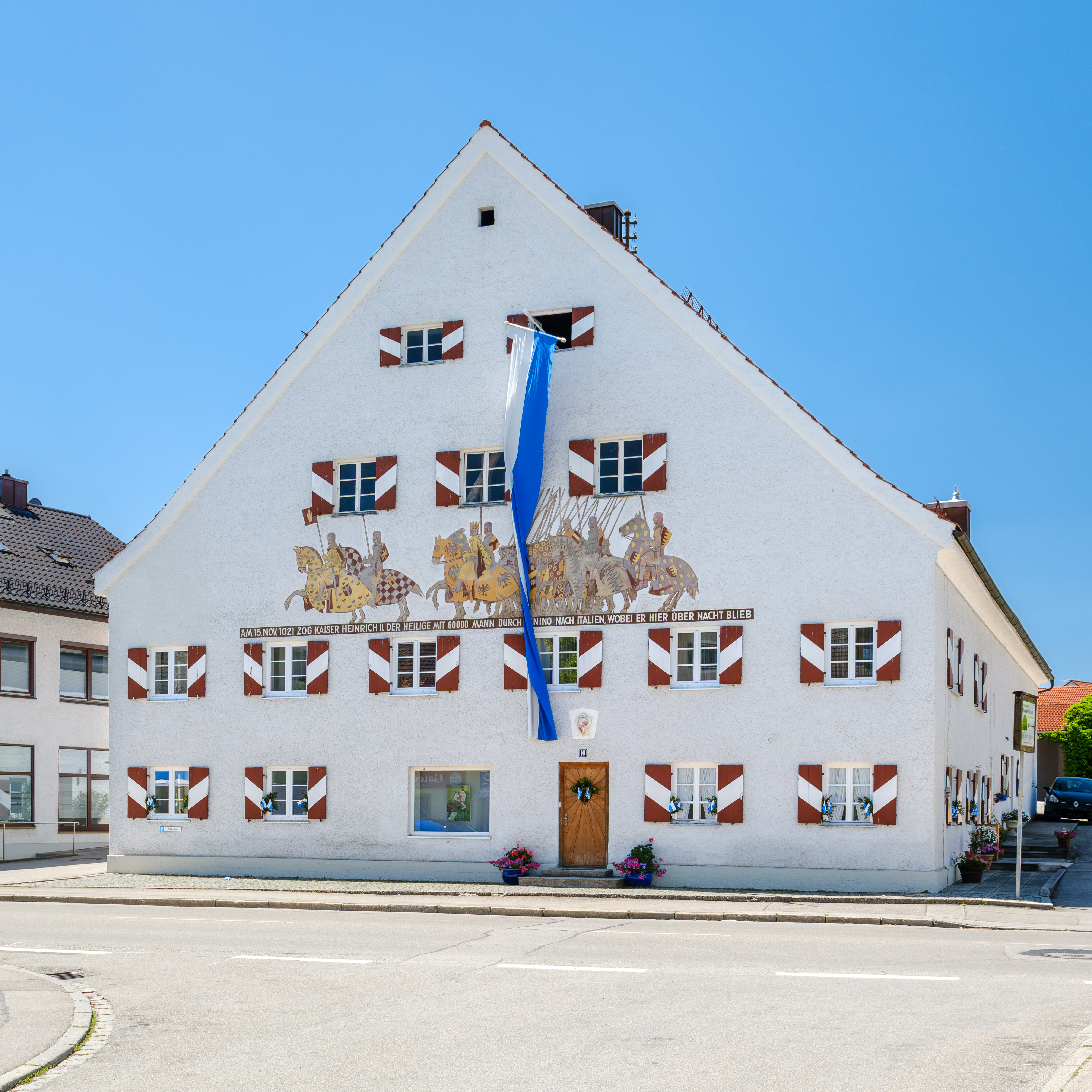
Ehemaliger Salzstadel in Inning

Auf dieser Seite sind die Baudenkmäler in der oberbayerischen Gemeinde Inning am Ammersee zusammengestellt. Diese Tabelle ist eine Teilliste der Liste der Baudenkmäler in Bayern. Grundlage ist die Bayerische Denkmalliste, die auf Basis des Bayerischen Denkmalschutzgesetzes vom 1. Oktober 1973 erstmals erstellt wurde und seither durch das Bayerische Landesamt für Denkmalpflege geführt wird. Die folgenden Angaben ersetzen nicht die rechtsverbindliche Auskunft der Denkmalschutzbehörde.

## Baudenkmäler nach Gemeindeteilen

### Inning
| Lage                              | Objekt                    | Beschreibung | Akten-Nr.                       | Bild               |
| --------------------------------- | ------------------------- | --- | ------------------------------- | ------------------ |
| Brucker Straße 10 (Standort)      | Wohnhaus                  | Eingeschossiger Mansarddachbau mit Schweifgiebelzwerchhaus und Vorhalle über Säulen, reich gegliedert, im barockisierenden Jugendstil, von Gustav Voigt, 1909.                                                     | D-1-88-126-1 Wikidata           | Wohnhaus           |
| Herrschinger Straße 2 (Standort)  | Ehemaliges Postamt        | Zweigeschossiger Walmdachbau, mit Lisenen gegliedert, biedermeierlich, um Mitte 19. Jahrhundert. | D-1-88-126-2 Wikidata           | Ehemaliges Postamt |
| Herrschinger Straße 13 (Standort) | Arzthaus                  | Ehemaliges Wohnstallhaus, zweigeschossiger Steilsatteldach, biedermeierlich, wohl 2. Viertel 19. Jahrhundert. | D-1-88-126-3 Wikidata           | weitere Bilder     |
| Herrschinger Straße 16 (Standort) | Kriegerdenkmal            | Figur des Heiligen Michael flankiert von zwei Löwen, mit Terrassenanlage und Freitreppe, 1922. | D-1-88-126-18 Wikidata          | Kriegerdenkmal     |
| Kellerberg 34 (Standort)          | Forstamt                  | Ehemaliger Bierkeller, jetzt Forstamt, zweigeschossiger Walmdachbau über winkelförmigem Grundriss, 18. Jahrhundert; Auffahrtsallee, 18./19. Jahrhundert.                                                           | D-1-88-126-4 Wikidata           | weitere Bilder     |
| Marktplatz 2a (Standort)          | Mariensäule               | Um 1860/1880. | D-1-88-126-6 Wikidata           | Mariensäule        |
| Marktplatz 10 (Standort)          | Salzstadel                | Ehemaliger Salzstadel, jetzt Wohnhaus, breit gelagerter, zweigeschossiger Satteldachbau, bezeichnet 1646. | D-1-88-126-7 Wikidata           | weitere Bilder     |
| Marktplatz 12 (Standort)          | St. Johannes Baptist      | Katholische Pfarrkirche, barocke Anlage, 1765 von Leonhard Matthäus Gießl unter Einbezug spätmittelalterlicher Bauteile errichtet. Friedhof mit Grabdenkmälern des 18. bis frühen 20. Jahrhunderts und Ummauerung. | D-1-88-126-5 Wikidata           | weitere Bilder     |
| Marktplatz 12 (Standort)          | Reinpold’sche Grabkapelle | Neugotisch, 1842, auf dem Friedhof. | D-1-88-126-5 zugehörig Wikidata | weitere Bilder     |
| Münchner Straße 2 (Standort)      | Gasthof zur Post          | Ehemalige Posthalterei, zweigeschossiger Satteldachbau mit Standerker, wohl 18. Jahrhundert; Nebengebäude, mit Schopfwalmdach, Erdgeschoss gewölbt.                                                                | D-1-88-126-8 Wikidata           | Gasthof zur Post   |

### Bachern
| Lage                                     | Objekt      | Beschreibung                                                                | Akten-Nr.             | Bild           |
| ---------------------------------------- | ----------- | --------------------------------------------------------------------------- | --------------------- | -------------- |
| Auf der Mausinsel im Wörthsee (Standort) | Schlösschen | Zweigeschossiger Walmdachbau mit Dachreiter, 1770/71 auf älterer Grundlage. | D-1-88-126-9 Wikidata | weitere Bilder |

### Buch
| Lage                             | Objekt                        | Beschreibung | Akten-Nr.              | Bild           |
| -------------------------------- | ----------------------------- | --- | ---------------------- | -------------- |
| Breitbrunner Straße 3 (Standort) | Kapelle                       | Kleiner Satteldachbau mit Dachreiter und Säulenportikus, um 1900. | D-1-88-126-10 Wikidata | weitere Bilder |
| Dampfersteg 2 (Standort)         | Kapelle St. Mariä Himmelfahrt | Kapelle mit Dachreiter, 1742 erbaut, neugotisch verändert. | D-1-88-126-14 Wikidata | weitere Bilder |
| Dampfersteg 4 (Standort)         | Villa                         | Eingeschossiger Satteldachbau über hohem Sockelgeschoss, Giebelseite zum Garten unter vorkragendem Satteldach symmetrisch gegliedert, Terrassen- und Eingangstreppen mit geschlossenen Wangen im Stampfbeton, von Adolf Wentzel, 1910; mit Einfriedung, Stampfbeton, gleichzeitig. | D-1-88-126-16 Wikidata | weitere Bilder |
| Dampfersteg 12 (Standort)        | Boots- und Badehaus           | Kapellenartiger Bau mit Turmaufsatz über betoniertem Bootsgeschoss, mit Eckquaderung und Rundfenstern in historistischen Formen, von Baumeister Seifert, bezeichnet 1901; Garten- und Wartehaus, eingeschossiger Satteldachbau mit tiefer ansetzender südlicher Dachhälfte, im Heimatstil, von Architekt Vogl, 1909; Gartenmauer aus Stampfbeton am See und an der südlichen Grundstücksgrenze, 1909. | D-1-88-126-17 Wikidata | weitere Bilder |
| Schloßstraße 12 (Standort)       | Villa Kühnrich                | Zweigeschossiger Walmdachbau mit Risalit, Dreiecksgiebel Balkon und Nebenflügel, in neuklassizistischen Formen, von Oswald Bieber und Ludwig Hollweck, um 1925 unter Einbeziehung eines Mühlgebäudes des 19. Jahrhunderts; Pförtnerhaus und Bootshaus; großer Park mit Einfriedungsmauer. | D-1-88-126-11 Wikidata | weitere Bilder |
| Seestraße 5 (Standort)           | Wohnhaus                      | Zweigeschossiger Schopfwalmdachbau mit verschiefertem Giebel, Erker, Balkon, in spätklassizistischen Formen, Ende 19. Jahrhundert. | D-1-88-126-13 Wikidata | Wohnhaus       |
| Seestraße 7 (Standort)           | Wohnhaus                      | Eingeschossiger Satteldachbau mit Zwerchgiebel, neuklassizistisch, Ende 19. Jahrhundert. | D-1-88-126-12 Wikidata | Wohnhaus       |

### Schlagenhofen
| Lage                    | Objekt              | Beschreibung                                                      | Akten-Nr.              | Bild           |
| ----------------------- | ------------------- | ----------------------------------------------------------------- | ---------------------- | -------------- |
| Dorfstraße 9 (Standort) | Kapelle St. Michael | Auf spätgotischer Grundlage um 1680 von Caspar Feichtmayr erbaut. | D-1-88-126-15 Wikidata | weitere Bilder |